# 维镇
维镇（法語：Vue，法語發音：[vy] ⓘ）是法国大西洋卢瓦尔省的一个市镇，位于该省中西部偏南，属于南特区。

## 地理
维镇（47°11'55"N, 1°52'52"W）面积19.51 平方千米，位于法国卢瓦尔河地区大区大西洋卢瓦尔省，该省份为法国西北部沿海省份，位于布列塔尼半岛东南部，北起伊勒-维莱讷省，西北接莫尔比昂省，西临大西洋，南至旺代省，东临曼恩-卢瓦尔省。
与维镇接壤的市镇（或旧市镇、城区）包括：雷地区绍姆、弗罗赛、勒佩勒兰、鲁昂斯。
维镇的时区为UTC+01:00、UTC+02:00（夏令时）。

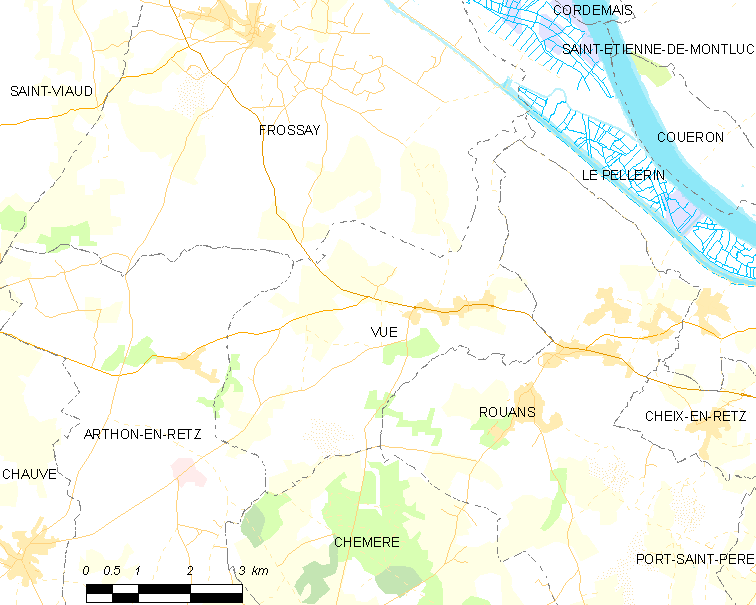
维镇的OSM定位图

## 行政
维镇的邮政编码为44640，INSEE市镇编码为44220。

## 政治
维镇所属的省级选区为马什库勒-圣梅姆县。

## 交通
大西洋卢瓦尔省省道D58线、D67线、D206线、D266线和D723线在境内交汇。

## 人口

1962-2008年间维镇人口变化图示

维镇于2022年1月1日时的人口数量为1716人。